# Islam au Soudan du Sud

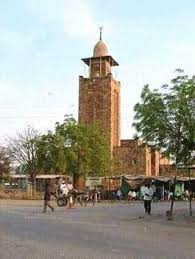
Mosquée de Malakal. État du Haut-Nil.

Le Soudan du Sud est un pays majoritairement chrétien, l'islam étant une foi minoritaire pratiquée par environ 6,2 % de la population totale en 2020. La plupart des musulmans au Soudan du Sud ont accueilli favorablement la sécession lors du référendum sur l'indépendance du Soudan du Sud,.
Le dernier recensement mentionnant la religion des habitants du Sud remonte à 1956, où la majorité était classée comme suivant des croyances traditionnelles ou étant chrétiens, tandis que 18 % étaient musulmansLe rapport le plus récent du Pew Research Center sur la Religion et la Vie Publique estime qu'en 2020, il y avait 610 000 musulmans au Soudan du Sud, représentant 6,2 % de la population du pays.